# SSN (Roman)
SSN ist ein Roman von Tom Clancy aus dem Jahr 1996. Er gehört dem Genre der Polit- und Technikthriller an und beschreibt die Kampfführung eines U-Bootes. Der Titel leitet sich von der Abkürzung von Ship Submersible Nuclear ab, der offiziellen Bezeichnung der United States Navy für nuklear getriebene Jagd-U-Boote.
Der Roman dreht sich um eine fiktive Kriegssituation. SSN spielt 1997 und dreht sich um die Invasion der Volksrepublik China auf den Spratly-Inseln, um an die dortigen Erdöl-Reserven zu gelangen. Der Roman ist in 15 Kapitel gegliedert, in denen die Besatzung des U-Bootes Cheyenne, zu Beginn als Geleitschutz der Trägerkampfgruppe um die Independence, später auch als allein operierendes Jagd-Unterseeboot gegen die chinesische Flotte, kämpft und die Expansionswünsche des kommunistischen Landes letztendlich zunichtemacht.
Das Werk ist 1996 erstmals bei Berkley Books erschienen, eine deutsche Übersetzung des nur als Taschenbuch veröffentlichten Buches existiert nicht. Anders als in Clancys anderen Romanen fokussiert die Geschichte hier auf das U-Boot, während die Bücher um Jack Ryan wesentlich vielschichtigere Plots beinhalten.
Auf der Story des Romans basiert das 1997 erschienene Computerspiel Tom Clancy’s SSN.